# Abraham Schaaffhausen

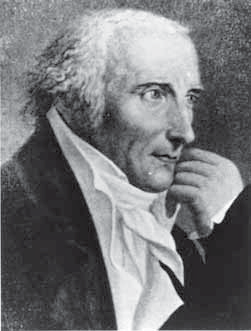
Abraham Schaaffhausen

Johann Abraham Anton Schaaffhausen (* 22. Juni 1756 in Köln; † 13. Januar 1824 in Schlebusch) war ein deutscher Bankier.

## Familie
Sein Großvater Andreas Schaaffhausen (* 1654, † 7. Februar 1740) war nach Köln übergesiedelt und erhielt 1682 das „große Bürgerrecht“. Er übte das Amt eines „Tuchherrn“, später auch das eines „Bierherrn“ und eines Revisors der Branntweinbrenner aus. Dessen am 22. Januar 1726 getaufter Sohn Johann Wolter Schaaffhausen († 9. Juni 1786) – der Vater von Abraham Schaaffhausen – war Bankier, Handelsherr, Kölner Ratsherr und Kirchmeister der Pfarre St. Jacob. Die Mutter Maria Sibylla (* 30. Juni 1729, † 27. Juli 1815) war die Tochter des Johann Heinrich Knaben, Schöffe in Köln-Worringen.

## Werdegang
Schaaffhausen erhielt seine Ausbildung im väterlichen Unternehmen. Nach seiner Eintragung ins Bürgerbuch der Stadt Köln am 10. März 1777 beteiligte er sich noch während seiner Tätigkeit in der väterlichen Handlung an einer Kölner Porzellan- und Fayence-Fabrik, die ab 1805 unter dem Namen Boisseree A. Schaaffhausen firmierte und 1822 stillgelegt wurde. Er übernahm das väterliche Geschäft und gliederte es dem 1790 oder 1791 gegründeten eigenen Handelshaus an, das neben dem Transport-, Speditions- und Immobilienwesen auch Bankgeschäfte betrieb. Letztere nahmen immer stärker an Bedeutung zu. Das erforderliche Eigenkapital für sein Bankgeschäft erwirtschaftete er durch seine Warenhandelstätigkeiten. Sukzessive stellte er die Warenhandelstätigkeiten ein und betrieb ausschließlich Bankgeschäfte. Im Kölner Adressbuch wurde er ab 1797 als „Banquier“, Commission- und Spedition-Handlung in der Trankgasse 2418 geführt. Es wurden Unternehmenskredite gewährt; deren Empfänger waren insbesondere die Textilunternehmer des Umkreises (Scheibler, Schoeller, Brügelmann, Dilthey) oder die rheinische Leder-, Zucker- und Papierindustrie. Seit den 1820er Jahren finanzierte die Bank auch die im Aachener Revier und im Saargebiet entstandene Schwer- und Maschinenindustrie. Damit gehörte Schaaffhausen, wie andere Kölner Privatbankiers seiner Generation, zu den ersten Bankiers überhaupt, die Industriekredite vergaben. Schaaffhausen war eine der ersten Banken, die zur Industriefinanzierungen das Emissionsgeschäft mit Aktien und Anleihen betrieb. Der A. Schaaffhausen’scher Bankverein gehörte neben dem Bankhaus J. H. Stein und der Herstatt-Bank zu den drei erfolgreichsten Kölner Privatbankgründungen.

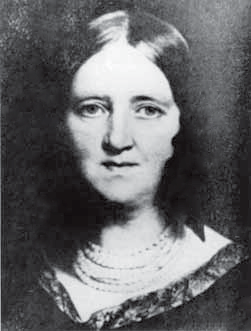
Therese Schaaffhausen

Schaaffhausen erwarb am 13. Januar 1794 den Gräflich-Salm-Dickschen Hof („Die Aue“) in der Kölner Trankgasse 25, kurz danach heiratete er am 12. Juni 1794 die aus einer Bad Honnefer Schifferfamilie stammende Maria Anna Giesen („Sybille“). Sie starb früh am 5. Februar 1797 an den Folgen der Geburt (am 29. Januar 1797) ihrer Tochter Maria Sibilla Josepha. Am 19. April 1800 zog Maria Therese Lucie de Maes (* 21. März 1777 in Roermond, † 30. Dezember 1867 in Köln) als neue Ehefrau in der Trankgasse ein. In kurzen Abständen kamen ab 1801 sechs Kinder auf die Welt. Die jüngste Tochter war Elisabeth Deichmann-Schaaffhausen.
Napoleon I. bestimmte Schaaffhausen während der französischen Besetzung am 25. November 1800 zum „Maire“ (Bürgermeister) von Köln, doch der ämtergewohnte Schaaffhausen lehnte aus geschäftlichen und privaten Gründen ab: «Mes facultés & mes affaires privées». Napoleon kam am 13. September 1804 als Kaiser nach Köln, eine der „bonnes villes“ Deutschlands. Dabei versäumte er es nicht, Schaaffhausen in Augenschein zu nehmen, worauf sich zwischen beiden folgender Dialog entwickelt haben soll: „Gibt es hier Millionäre?“ – „Ja, Sire, aber seit 1797 ist keiner mehr dazugekommen.“ – „Sieh an – ein stolzer Deutscher!“
Bereits um 1810 galt Schaaffhausen als der bedeutendste Bankier Kölns. Das Eigenkapital seiner Bank erhöhte sich von 80.000 Talern (1800) über 140.000 Taler (1810) auf schließlich 550.000 Taler (1825). Als Abraham Schaaffhausen 1815 erfuhr, dass das Rheinland durch den Wiener Kongress Preußen zugeschlagen wurde, soll er entsetzt ausgerufen haben: „Jesses Maria, do hierode mer ävver in en ärm Famillich!“ („Jesus Maria, da heiraten wir aber in eine arme Familie!“). Zum eigentlichen Kern des Unternehmens wurde ab 1807 das Immobiliengeschäft. Dabei profitierte Schaaffhausen vor allem von der Säkularisation der Klöster. 1817 kaufte er Schloss Morsbroich; den Eheleuten gefiel die Umgebung so sehr, dass sie sich in Leverkusen-Schlebusch begraben ließen.

## Krise seiner Bank
Zum Hauptgeschäft der Bank entwickelte sich infolge der Säkularisation seit 1807 der Immobilienhandel. Neben Schaaffhausen spielten Stadtbaumeister Johann Peter Weyer und der Bankier Friedrich Herstatt dabei die führenden Rollen. Größtes Einzelgeschäft war 1818 der Erwerb von 46 Immobilien für mehr als 2 Millionen Taler. Da die Verwertung der Immobilien nicht zeitnah gewinnbringend abgeschlossen werden konnte, führte das gebundene Kapital in Verbindung mit weiteren großen Immobiliengeschäften während der Jahre 1838 bis 1846 letztlich zur Zahlungsunfähigkeit des Hauses im Jahre 1848. Der alternde Schaaffhausen wollte die Leitung seines kriselnden Unternehmens in die Hände der jüngeren Generation legen. Sein Schwiegersohn Joseph Ludwig „Louis“ Mertens übernahm 1816 zunächst die Geschäftsführung und wurde 1820 Hauptteilhaber der Bank. Es folgte 1830 Wilhelm Ludwig Deichmann, der 1818 Lehrling in der Bank gewesen war und 1830 Elisabeth Deichmann-Schaaffhausen – A. Schaaffshausens jüngste Tochter – heiratete. Zur Rettung wandelten Abraham Oppenheim, Gustav Mevissen und andere Geldgeber das Unternehmen in den A. Schaaffhausen’schen Bankverein um. Dieser war die erste Bank auf Aktienbasis in Deutschland. Deichmann führte das Bankhaus über dessen Krise im Jahre 1848 hinaus bis 1857.

## Ämter
Schaaffhausens Einfluss im Wirtschaftsleben der Region sicherte ihm zahlreiche Ämter. Am 20. Juni 1782 wurde er zum „Gebrechsherr“ ernannt. In den 49 Mitglieder umfassenden Kölner Stadtrat wurden 36 Vertreter der Gaffeln entsandt, so dass noch 13 Mitglieder zur Vervollständigung fehlten („gebrachen“). Diese wurden Gebrechsherren genannt, gehörten jedoch zu den angesehensten und einflussreichsten Persönlichkeiten der Stadt. Am 24. September 1784 erfolgte Schaaffhausens Ernennung zum Fiskalrichter, am 29. Februar 1788 wurde er Kommissar des Kaufhauses Gürzenich. Als er von Napoleon am 25. November 1800 zum Bürgermeister von Köln bestellt wurde, lehnte er das Amt jedoch ab. 1801 wurde er Präsident des Handelsgerichts, 1811 Mitglied des Gemeinderates, ab 6. Februar 1812 Mitglied der Kölner Handelskammer. Diese Ämter übte er bis zu seinem Tod aus. Am 13. März 1816 wurde er zum Kommerzienrat ernannt, am 17. Januar 1822 zum Ritter des Roten Adlerordens dritter Klasse.